# Psapharochrus paravetustus
Psapharochrus paravetustus är en skalbaggsart som först beskrevs av Chemsak och Hovore 2002. Psapharochrus paravetustus ingår i släktet Psapharochrus och familjen långhorningar.
Artens utbredningsområde är:
- Costa Rica.
- Panama.

Inga underarter finns listade i Catalogue of Life.